# Xysticus paniscus
Xysticus paniscus är en spindelart som beskrevs av Ludwig Carl Christian Koch 1875. Xysticus paniscus ingår i släktet Xysticus och familjen krabbspindlar.
Artens utbredningsområde är Tyskland. Inga underarter finns listade i Catalogue of Life.